# دودمان پنجم مصر
دودمان پنجم مصر باستان دوره‌ای از تاریخ مصر است که اغلب به همراه دودمان‌های سوم، چهارم، و ششم زیر عنوان پادشاهی کهن طبقه‌بندی می‌شوند. این دودمان از سال ۲۴۹۸ تا ۲۳۴۵ پیش از میلاد بر کشور مصر فرمانروایی می‌کرد.

## پادشاهان
نام فرعون‌های شناخته شده این دودمان در زیر فهرست شده‌اند.
| نام             | دوران          | هرم                     | شهبانو(ها)                         | تصویر |
| --------------- | -------------- | ----------------------- | ---------------------------------- | ----- |
| اوسرکاف         | ۲۴۹۸–۲۴۹۱ پ.م. | هرم در سقاره            | شهبانو خنت‌کااوس یکم شهبانو نفرحتپس |       |
| ساحورع          | ۲۴۹۰–۲۴۷۷ پ.م. | هرم در ابو صیر          | شهبانو نفرتنبتی                    |       |
| نفریرکارع کاکای | ۲۴۷۷–۲۴۶۷ پ.م. | هرم نفریرکارع کاکای     | شهبانو خنت‌کااوس دوم                | -     |
| شپسس‌کارع        | ۲۴۶۷–۲۴۶۰ پ.م. | به احتمالی در ابو صیر   |                                    | -     |
| نفرفرع          | ۲۴۶۰–۲۴۲۵ پ.م. | «هرم ناتمام» در ابو صیر | شهبانو خمررنبتی دوم                |       |
| نیوسررع         | ۲۴۲۵–۲۴۲۲ پ.م. | هرم در ابو صیر          | شهبانو رپتی‌نوب                     |       |
| منکاوحور کایو   | ۲۴۲۲–۲۴۱۴ پ.م. | «هرم بی‌سر» در سقاره     |                                    |       |
| جدکارع          | ۲۴۱۴–۲۳۷۵ پ.م. | هرم در سقاره            |                                    | -     |
| اوناس           | ۲۳۷۵–۲۳۴۵ پ.م. | هرم در سقاره            | شهبانو نبت شهبانو خنوت             | -     |